# Александрович, Александра Ивановна
Алекса́ндра Ива́новна Александро́вич (бел. Аляксандра Іванаўна Александровіч; 12 июля 1904, Минск — 25 августа 1947, Минск) — белорусский педагог и литературовед. Сестра поэта Андрея Александровича, жена Михаила Ивановича Мороза, белорусского государственного деятеля.

## Биография
С 1920 году принимала активное участие в работе клуба белорусской художественной интеллгенции. С 1920 — в Белорусском государственном театре. Дружила с Михасём Чаротом и в 1921 году стала первой исполнительницей роли Алеси в музыкальной драме М. Чарота «На Купале» в БДТ-1, эта роль была написана специально для неё.
Алеся Александрович принимала активное участие в работе «Белорусской хатки», объединении белорусской молодежи. Как отмечала Алеся в анкете при поступленни в БГУ, она на продолжении нескольких лет пела в Белорусским народным хоре под руководством В. Теравского, куда привлекла и своего брата Андрея. Слушать сольные исполнения Алеси любил Янка Купала. Тепло и проникновенно пела она песни в обрабоке Д. Агренева-Славянского «Муж жену бьёт», а также «Около избенки». Не осталась незамеченной, как вспоминал Кактусь Пуровский, и песня на слова Купалы «Шумные берёзы», которую исполняли Алеся Александрович, Анна Белькевич и Язеп Василевский.
Актёр и театральный деятель Евгений Романович писал, что
[Алеся Александрович] была уже известной в Минске солисткой с несравненным девичьим обаянием и редким лирическим сопрано. Все эти годы Алеся казалась всем нам идеальным воплощением белорусской девушки, которая будто сошла со страниц стихов Янки Купалы.
В 1928 году окончила БГУ. Ею составлены учебники «Родной край» (позднее «Родное слово») для 4-го класса (выдержало 13 изданий, 1945—1957 гг.), «Книгу для чтения в первом классе» (4 издания, 1934—1937 гг.). Переизданы «Хрестоматия по литературе» для 3-го и 4-го классов (1938-41, сум. С. О. Селивановой) и чтение для 7-го класса «Родная литература» (1945—1947).

## Великая Отечественная война
Во время войны с младшим сыном Андреем были эвакуированы на ст. Елань Сталинградской обл. Затем министерство образования БССР вызвало её в Москву. После войны и возвращения из эвакуации работала старшим научным сорудником в Академии Наук БССР, затем, по приглашению Владиславы Францевны Луцевич, в Литературном музее Янки Купалы. Писала научные статьи по литературоведению, вступительные слова к изданиям, воспоминания о Янке Купале, Тётку, Ф. Богушэвича, М. Танка, А. Куляшова и др. Переводила на белорусский язык книги для детей.

## Алеся Александрович и Янка Купала
Знакома с Янка Купалой с начала 1920-х годов. Часто бывала на квартире поэта. Летом 1933 года по её приглашению Купала с женой отдыхали в Копыле в доме Марозов, отца мужа Александрович. Составитель жизненной и творческой летописи Янки Купала до 1917 года. Автор воспоминаний о Купале.

## Память
Похоронена на Военном кладбище Минска. Оригинальная мемориальная табличка за неимением средств была изготовлена из мраморного письменного прибора брата Алеси, Андрея Александровича. Во время кампании по реновации Военного кладбища был установлен памятник, на котором указаны имена Алеси и её мужа Михаила, который пропал без вести после выезда с Колымы.